# Armensko pitanje
Armensko pitanje bilo je rasprava koja je uslijedila nakon Berlinskog kongresa 1878. o tome kako bi trebalo postupati s Armencima u Osmanskom Carstvu. Izraz se uvriježio u diplomatskim krugovima iu popularnom tisku. Konkretno, armensko pitanje odnosi se na zaštitu i slobodu Armenaca od njihovih susjednih zajednica.Armensko pitanje objašnjava 40 godina armensko-otomanske povijesti u kontekstu engleske, njemačke i ruske politike između 1877. i 1914. godine. Godine 1915. vodstvo Odbora za jedinstvo i napredak, koji je kontrolirao osmansku vladu, odlučilo je trajno okončati armensko pitanje ubijanjem i protjerivanjem većine Armenaca iz carstva, u armenskom genocidu.

## Pozadina
Nakon Francuske revolucije, nacionalistički pokreti globalno su se također pojavili u Osmanskom Carstvu od 19. stoljeća nadalje, destabilizirajući regiju. U početku su se pobunili Grci, a zatim Albanci i Arapi uz pomoć velikih sila, s ciljem uspostavljanja vlastite nacionalne države. U tom su razdoblju Grci, Srbi, Bugari i druge nemuslimanske skupine postigle neovisnost. Glavne europske sile su, barem od 1870-ih, pravile strategiju iskorištavanja plijena, uključujući manipulaciju etničkim skupinama poput osmanskih Armenaca. Bojeći se utjecaja uvoza revolucionarnih ideja, osmanska vlada zabranila je Armencima iseljavanje 1882. i povratak 1893.
Kako bi težili neovisnosti, Armenci su osnovali organizacije Hunchak i Dashnak, usvojivši metode terora i propagande. Njihova strategija uključivala je poticanje sukoba između muslimana i Armenaca kako bi izazvali europsku intervenciju i potporu neovisnoj armenskoj državi u istočnoj Anatoliji, koristeći teror kao primarnu taktiku za dobivanje potpore i poticanje pobune, ne samo u istočnim pokrajinama nego i u Istanbulu. Sve do 1878. na njih se gledalo kao na millet-i sadıka ili "lojalne milete" u Osmanskom Carstvu.
U periodu 1827.-28., car Nikolaj I. je tražio pomoć od perzijskih Armenaca u Rusko-perzijskom ratu, obećavši da će im nakon toga pomoći da im se poboljša život. Godine 1828. Rusi su objavili rat Osmanlijama. Godine 1828. Rusija je pripojila Erivanski kanat, Nahičevanski kanat i okolna sela Turkmenčajskim sporazumom. Nakon Turkmenčajskog mira, Armenci koji su još živjeli pod perzijskom vlašću bili su potaknuti da emigriraju u rusku Armeniju, a 30 000 ih je slijedilo poziv. Rusija je anektirala značajne dijelove teritorija koji su okupirali Armenci. Prema ruskom popisu stanovništva 1897. godine, 1.127.212 Armenaca bilo je popisano u ruskim zemljama.[nedostaje izvor] U istom razdoblju (1896. Vital Cuinet), bilo je 1.095.889 Armenaca u Osmanskom Carstvu: Kako je Rusija napredovala prema svojoj južnoj granici, postajala je sve više uključena u osmanske poslove. Rusija je bila ključna u dobivanju neovisnosti Rumunjske i Srbije. Rusija i ruski život privlačili su Armence. Mnogi su se Armenci obrazovali i prihvatili ruske običaje. Rusija je za Armence bila i put u Europu. Rusija je preuzela kontrolu nad velikim dijelom Armenije i postala vodič Armenaca u Osmanskom Carstvu.

## Podrijetlo
Većina Armenaca živjela je u pokrajinama koje su graničile s Rusijom, a ne s bilo kojom drugom europskom državom. Mirom u Drinopolju Osmansko Carstvo je Rusiji predalo Akhalkalak i Akhaltsikhe. Oko 25 000 osmanskih Armenaca preselilo se u rusku Armeniju, emigrirajući iz drugih područja carstva. Armenci su počeli više gledati prema Ruskom Carstvu kao krajnjem jamcu svoje sigurnosti.
Mnogi Armenci u istočnim pokrajinama Osmanskog Carstva, koji su živjeli pod prijetnjom neobuzdanog nasilja i grabeža od strane agresivnih susjednih naroda, dočekali su napredujuću rusku vojsku kao osloboditelje. U siječnju 1878. armenski patrijarh Carigrada Nerses II. Varžapetian obratio se ruskom vodstvu kako bi dobio jamstva da će Rusija u novi mirovni ugovor uvesti odredbe o armenskoj samoupravi.
U ožujku 1878., nakon završetka rusko-turskog rata (1877. – 1878.), patrijarh Nerses Varžapetian proslijedio je armenske pritužbe na rašireno "prisilno oduzimanje zemlje". ... prisilno obraćenje žena i djece, palež, reketiranje, silovanje i ubojstvo" Silama. Patrijarh Nerses Varzhapetian uvjerio je Ruse da ubace članak 16. u Sanstefanski ugovor, koji propisuje da će se ruske snage koje su okupirale provincije naseljene Armencima u istočnom Osmanskom Carstvu povući samo uz potpunu provedbu reformi.
Iako nije tako izričit, članak 16. Sanstefanskog ugovora glasi:
Ali, u lipnju 1878., Velika Britanija se protivila Rusiji što drži toliki osmanski teritorij i vršila je pritisak na velike sile da uđu u nove pregovore na Berlinskom kongresu. Članak 16. je izmijenjen tako da je uklonjen svaki spomen ruskih snaga koje su ostale u provincijama. Umjesto toga, osmanska je vlada povremeno obavještavala velike sile o napretku reformi. U konačnom tekstu Berlinskog ugovora preinačen je u članak 61. koji je glasio:
Armenska nacionalna skupština i patrijarh Nerses Varžapetian zamolili su Mkrticha Khrimiana, svog prethodnika na Patrijarškoj stolici i budućeg katolikosa, da predstavi slučaj Armenaca u Berlinu. Armensko izaslanstvo predvođeno Mkrtichom Khrimianom otputovalo je u Berlin kako bi predstavilo slučaj Armenaca, ali je, na užas Armenaca, izostavljeno iz pregovora. Nakon berlinskih pregovora, Mkrtich Khrimian je održao poznati patriotski govor, "Papirna kutlača", savjetujući Armencima da uzmu Bugarsko narodno buđenje (Oslobođenje Bugarske) kao model za nade u samoodređenje. U bugarskoj historiografiji, Oslobođenje Bugarske odnosi se na događaje u Rusko-turskom ratu 1877. – 1878. koji su doveli do ponovne uspostave bugarske suverene države Sanstefanskim ugovorom.
Godine 1880. Armenci, posebno potaknuti od strane premijera Gladstonea, pokrenuli su armensko pitanje riječima: "Služiti Armeniji znači služiti civilizaciji". Dana 11. lipnja 1880., velike su sile poslale porti " identičnu notu " kojom su tražile provedbu članka 61. Nakon toga je 2. siječnja 1881. uslijedila "Britanska okružnica o Armeniji" poslana drugim silama.

## Armenski reformski program
Armenski reformski program od 11. svibnja 1895. bio je niz reformi koje su predložile europske sile.  Francuski diplomat Victor Bérard napisao je:

## Armenske reforme iz 1914.
Armenske reforme iz 1914. osmislile su europske sile 1912. – 1914. koje su predviđale stvaranje dviju pokrajina, koje će biti stavljene pod nadzor dvaju europskih generalnih inspektora. Te reforme nikada nisu ostvarili. S obzirom na nedostatak vidljivog napretka u poboljšanju položaja armenske zajednice, brojni razočarani armenski intelektualci koji su živjeli u Europi i Rusiji 1880-ih i 1890-ih odlučili su osnovati političke stranke i revolucionarna društva kako bi radili na postizanju boljih uvjeta za svoje sunarodnjake.

## Slike masakriranih Armenaca
- Armenski masakri u Erzurumu 1895
- Armenski masakri u Adani, 1909
- Genocid nad Armencima, vilajet Harberd, 1915

## Vanjske poveznice
|  | Zajednički poslužitelj ima još gradiva o temi Armensko pitanje |